# Zona demilitarizată coreeană

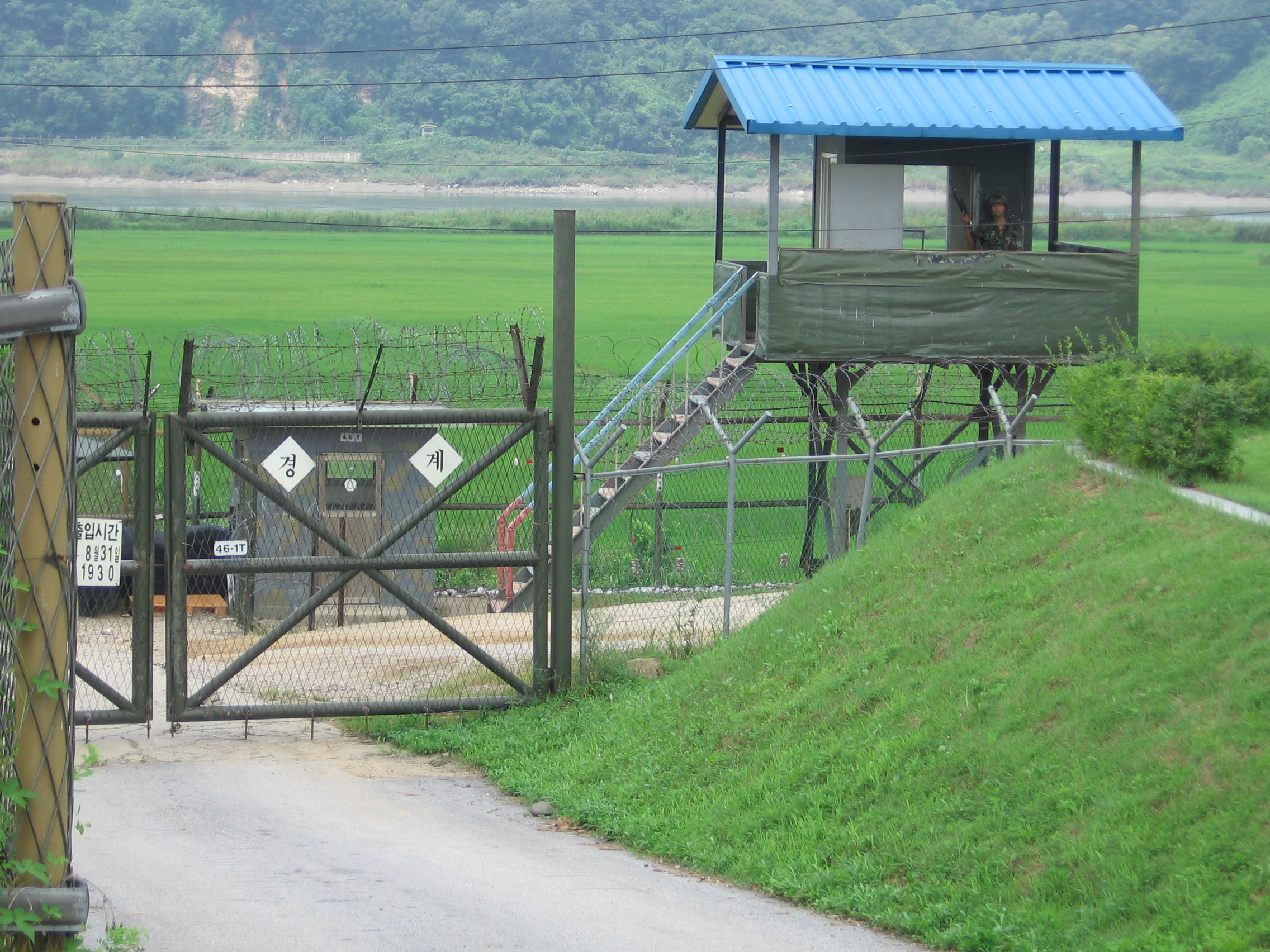
Un punct de control sud-coreean din zona demilitarizată coreeană (văzut de pe partea sud-coreeană), 17 august 2005

Zona demilitarizată coreeană (în engleză : Korean Demilitarized Zone, DMZ; hangul: 한반도 비무장지대; hanja: 韓半島非武裝地帶) este o fâșie de teren care întretaie de-a latul Peninsulei Coreeane, fiind instituită după Războiul din Coreea pentru a servi ca zonă-tampon între Coreea de Nord și cea de Sud. DMZ-ul este, de fapt, o barieră de securitate la frontieră⁠(en)[traduceți], care intersectează paralela 38 sub un unghi mic, pe direcția sud-vest — nord-est, despărțind Peninsula Coreeană în două părți aproximativ egale. Ea a fost creată în 1953, ca parte a acordului de armistițiu din Coreea dintre Coreea de Nord, Republica Populară Chineză și forțele O.N.U. 
Zona demilitarizată are o lungime de 250 km și aproximativ 4 km în lățime. În pofida denumirii sale, aceasta este cea mai intens militarizată frontieră din lume. Linia delimitării de nord (Northern Limit Line, NLL) este de facto hotarul maritim din Marea Galbenă dintre cele două Corei, iar linia de coastă și insulele adiacente de pe ambele părți, de asemena, sunt intens militarizate.

Harta detaliată a zonei demilitarizate

## Zidul Coreean
Republica Populară Democrată Coreeană susține că între anii 1977–1979 autoritățile din Coreea de Sud și Statele Unite au construit un zid de beton de-a lungul DMZ-ului. Jurnalistul și regizorul olandez Peter Tetteroo a realizat imagini cu o barieră, despre care ghizii nord-coreeni i-au spus că este Zidul Coreean. Diverse organizații, printre care agenția turistică nord-coreeană Korea Konsult, au reafirmat despre existența zidului ce divizează Peninsula Coreeană; conform lor, zidul are o lungime de 240 km de la est la vest, o înălțime între 5-8 m, o grosime de 10-19 m la bază și o lățime de 3-7 m în partea de sus.

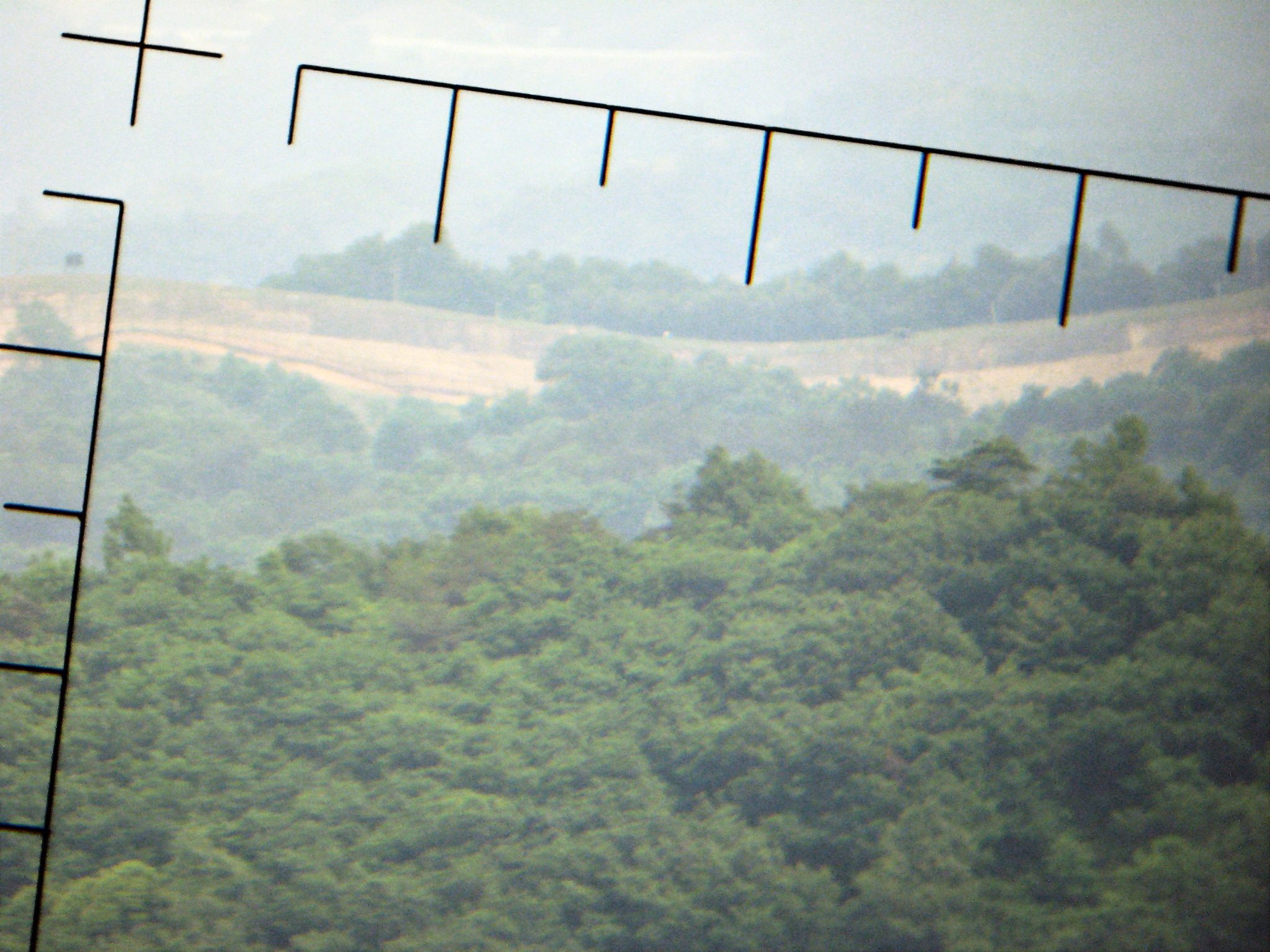
Zidul Coreean văzut prin binoclu de pe teritoriul Coreei de Nord

În decembrie 1999, Chu Chang-jun, ambasadorul Coreei de Nord în China, a repetat că zidul există și că divizează Coreea. El a declarat că partea de sud a zidului este înălțată cu pământ, ce permite accesul la partea de sus a zidului și îl face eficient invizibil din partea nordică. De asemenea, el a susținut că acesta a servit ca un cap de pod pentru orice invazie spre nord.
S.U.A. și Coreea de Sud neagă existența zidului, deși afirmă că există unele bariere anti-tanc de-a lungul unor secțiuni ale DMZ-ului.
În documentarul "10 zile în Coreea de Nord" realizat de postul TV rus Russia Today, echipa de filmare a înregistrat zidul așa cum e văzut din partea de nord, aparent confirmând existența sa.
Tot pe teritoriul Zidului se găsește Zona de Securitate Comună (controlată de O.N.U.), aflată în apropierea fostului sat Panmunjeom. 

## Rezervația naturală
În ultima jumătate de secol, zona demilitarizată coreeană a fost în mare parte nepopulată.  
Această izolare a naturii pe o lungime de 250 km a creat o parc involuntar⁠(en)[traduceți] , care acum e recunoscut drept una din cele mai bine-păstrate zone de habitat temperat din lume.

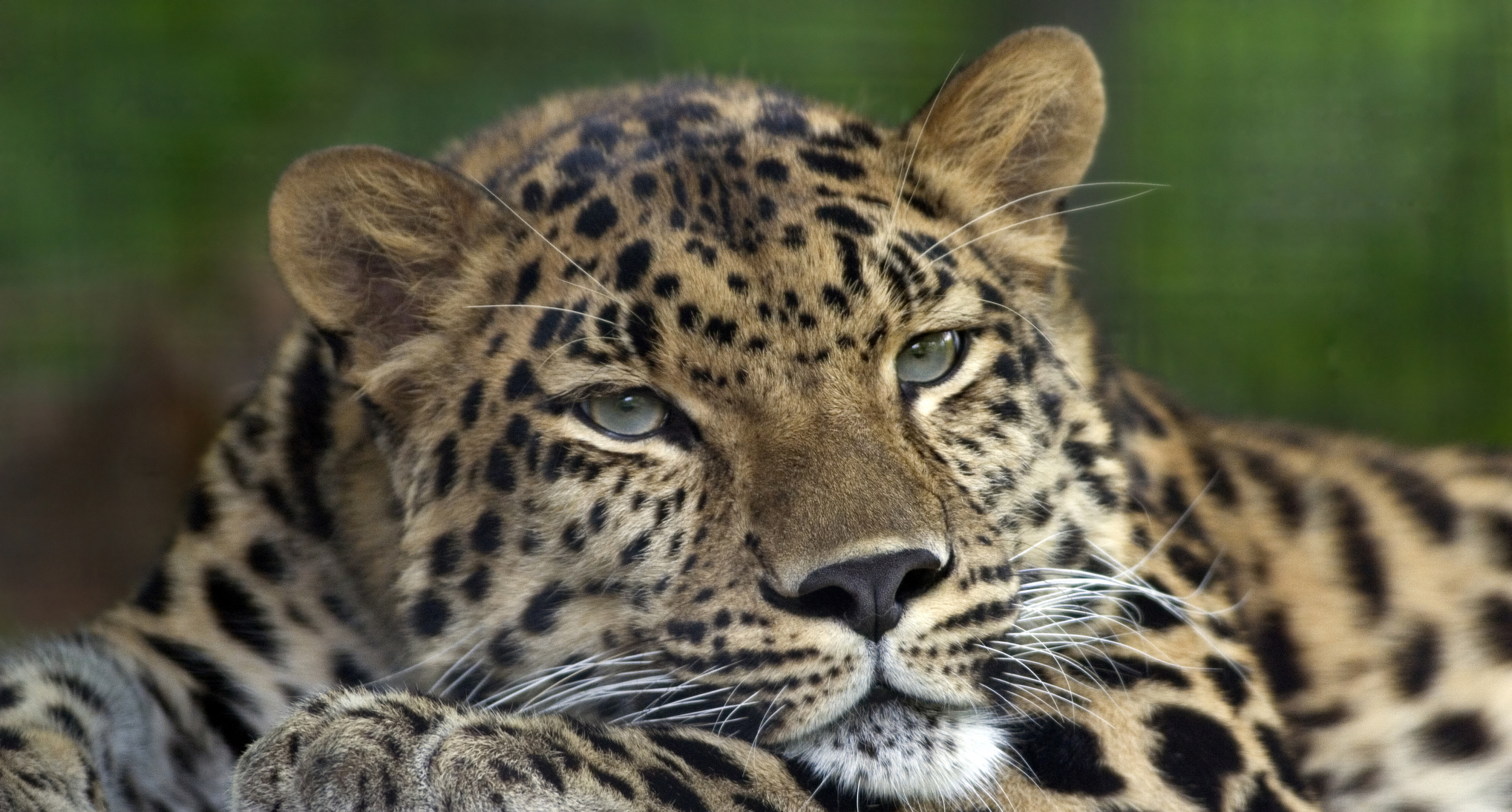
Leopardul de Amur, care este în pericol de dispariție, poate fi întâlnit în zonă

Mai multe specii de animale și plante pe cale de dispariție trăiesc acum printre gardurile puternic fortificate, mine și posturi de monitorizare. Printre acestea sunt specii extrem de rare, ca: cocorul japonez, cocorul cu gâtul alb, tigrul siberian, Leopardul de Amur și ursul negru asiatic. Ecologiștii au identificat în jur de 2.900 de specii de plante, 70 de tipuri de mamifere și 320 de tipuri de specii în îngusta zonă-tampon.
Zona demilitarizată coreeană are propria sa varietate de biodiversitate, prin geografia care cuprinde: munți, prerii, mlaștini și lacuri. Specialiștii de mediu specă că DMZ-ul se va conserva ca rezervație naturală, având pregătite pentru aceasta un set de obiective și planuri. În 2005, fondatorul CNN-ului și magnatul media Ted Turner, în timpul unei vizite în Coreea de Nord, a spus că va sprijini financiar orice planuri de a transforma DMZ-ul într-un parc al păcii și un sit al patrimoniului Mondial protejat de O.N.U.
În septembrie 2011, Coreea de Sud a depus un formular de nominalizare la Man and the Biosphere Programme (Programul "Omul și Biosfera", MAB) de pe lângă UNESCO pentru desemnarea a 435 km² din partea de sud a DMZ-ului, la sud de linia de demarcație militară (LDM), dar și a 2.979 km² din zone controlate privat, drept „rezervații ale biosferei”, conform cadrului statutar al Rețelei Mondiale a Rezervațiilor Naturale (World Network of Biosphere Reserves).
Coreea de Nord s-a opus aplicării la program, considerând încercarea Coreei de Sud o violare a acordului de armistițiu.

## Galerie

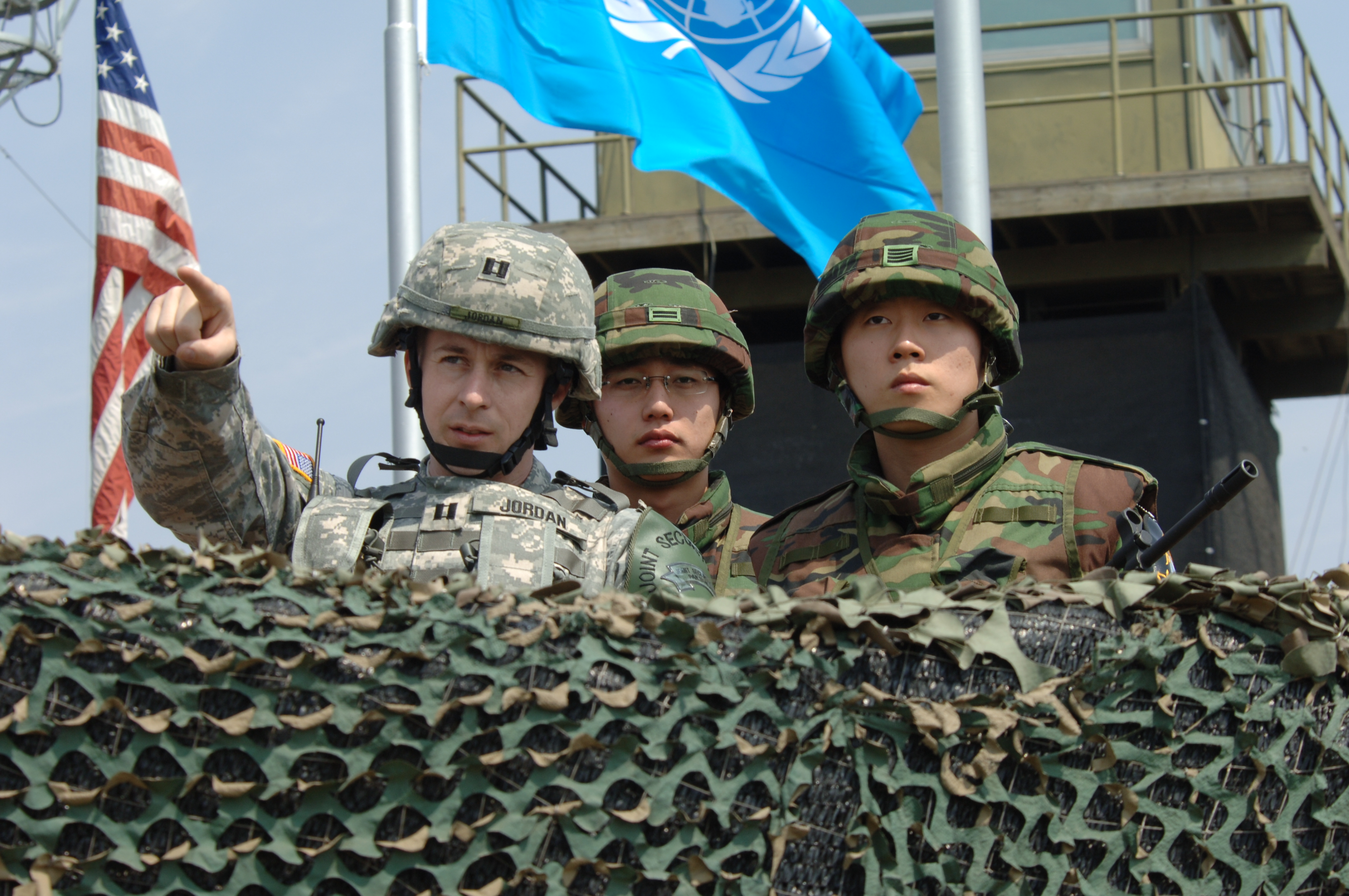
Soldați sud-coreeni și un ofițer american monitorizând Zona demilitarizată coreeană
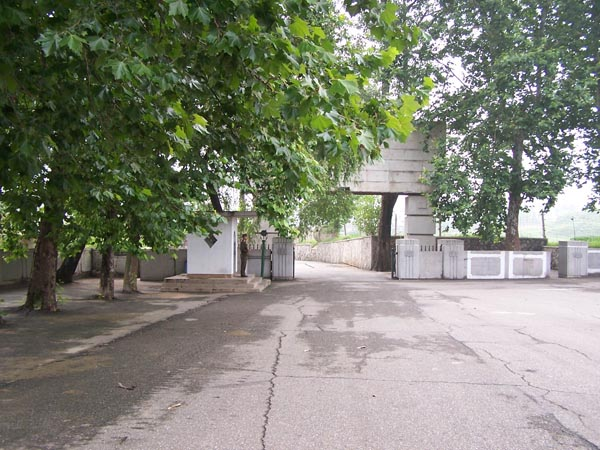
Intrarea principală în partea nord-coreeană a DMZ-ului, la nord de Panmunjom.  37°57′54.23″N 126°38′46.59″E / 37.9650639°N 126.6462750°E
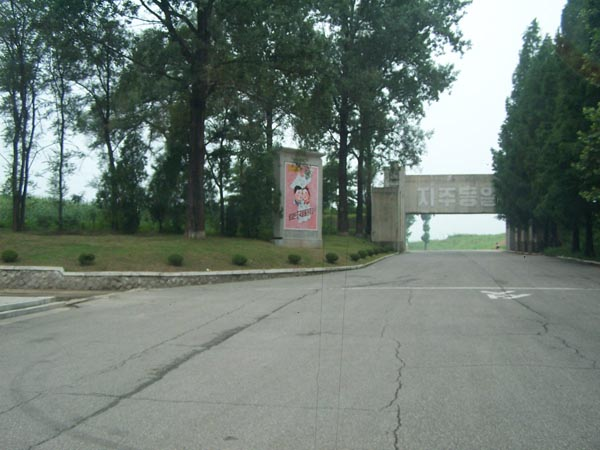
Poarta de intrare nord-coreeană către Zona demilitarizată
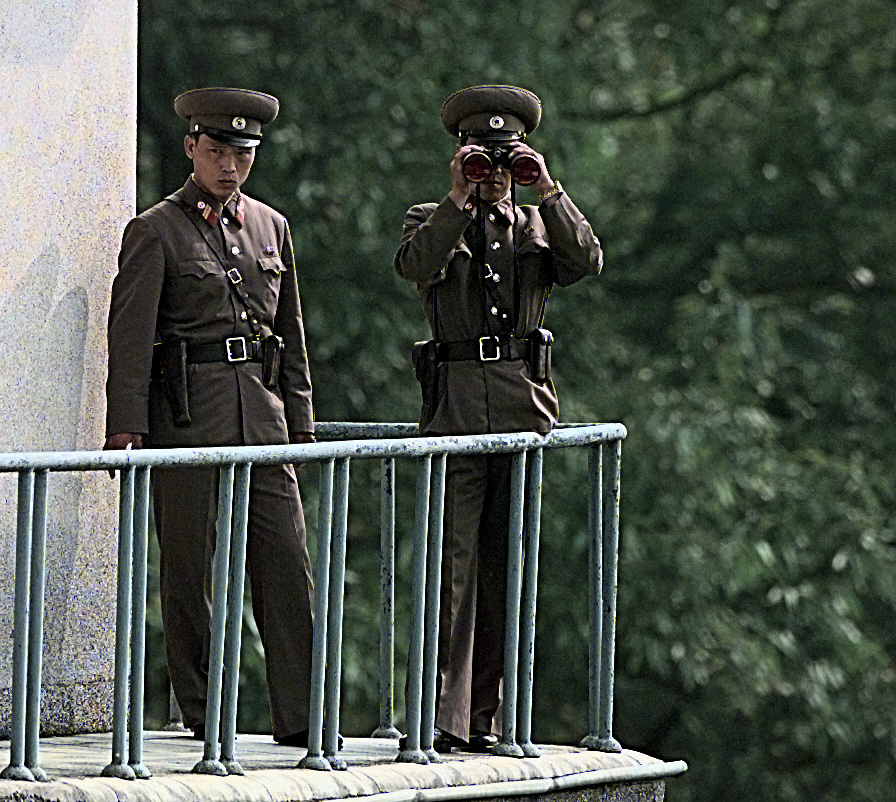
Nord-coreeni monitorizând zona